# Luzzasco Luzzaschi

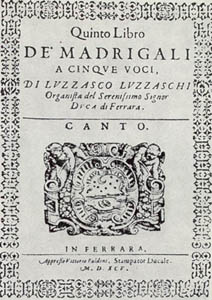
Frontespizio del "Quinto libro dei madrigali" (1595) di Luzzaschi

Luzzasco Luzzaschi (Ferrara, 1545 – 11 settembre 1607) è stato un organista e compositore italiano del XVI secolo.

## Biografia
Secondo quanto affermato da lui stesso, Luzzaschi studiò con Cipriano de Rore. Studiò probabilmente organo con Jacques Brunel e potrebbe aver studiato contrappunto anche con Alfonso dalla Viola, dopo che Rore lasciò Ferrara nel 1558. Fu impiegato in qualità di maestro di cappella nella cattedrale della città natale e lavorò al servizio del duca Alfonso II d'Este. Fu responsabile musicale per il celebre Concerto delle dame, per il quale scrisse molti madrigali, compresi i Madrigali per cantare et sonare a 1-3 soprani del 1601; in questa posizione fu anche insegnante di molti musicisti che poi diventarono famosi, come Girolamo Frescobaldi. Morì all'età di sessantadue anni e fu inumato nella chiesa dei Carmelitani di Ferrara.

## Considerazioni sull'artista
Claudio Merulo lo considerava come il più grande organista italiano del suo tempo e Vincenzo Galilei lo inserì nel novero dei musicisti più distinti di ogni epoca, mentre Pietro Pontio lo cita nella seconda parte del suo Dialogo ove si tratta della teoria e pratica di musica, come autore di eccellenti ricercari per organo. Due di questi, sul primo e sul secondo tono, sono stati pubblicati da Girolamo Diruta nella seconda parte del suo Transilvano.
La prima parte di quest'opera conteneva una toccata sul quarto tono di Luzzasco Luzzaschi.
L'abbate Requeno lo cita tra i musicisti del XVI secolo che tentarono di rimettere in voga il genere enarmonico dei greci e assicura che aveva costruito un clavicembalo la cui tastiera era disposta in maniera da poter eseguire qualsiasi brano di musica nei tre generi diatonico, cromatico ed enarmonico (Saggi sul ristabilimento dell'arte armonica, tomo II); ma l'abate era male informato, poiché lo strumento di cui parla era stato costruito da Nicola Vicentino e si trovava presso il duca di Ferrara, secondo quanto ci dice Bottrigari nel suo libro intitolato Il desiderio, overo de' concerti de' varii strumenti musicali (pagine 40 e 41 nell'edizione del 1559).

## Opere
Si conoscono, di Luzzaschi:
- 7 libri di madrigali a cinque voci
  - Libro I, Ferrara, 1571
  - Libro II - Venezia, 1576
  - Libro III - ivi, 1582
  - Libro IV - Ferrara, 1594
  - Libro V - ivi, 1595
  - Libro VI - ivi, 1596
  - Libro VII - Venezia, 1604
- Madrigali per cantare et sonare a 1-3 soprani - Roma, 1601
- Seconda scelta delli madrigali a cinque voci - Napoli, 1601
- Sacrarum cantionum a cinque voci - Venezia, 1598